# КК Ушак Спортиф
КК Ушак Спортиф (тур. Uşak Sportif) је турски кошаркашки клуб из Ушака. Тренутно се такмичи у Другој лиги Турске.

## Историја
Клуб је основан 2006. године, а од 2013. носи садашњи назив. У сезони 2013/14. први пут је заиграо у највишем рангу, а за сада је највећи успех у њему било четвртфинале плеј-офа.
Први излазак на европску сцену забележио је у сезони 2014/15. учешћем у Еврочеленџу, а такмичење је завршио међу 16 најбољих.

## Учинак у претходним сезонама
| Сез.     | Првенство Турске | Куп Турске  | Европско такмичење               | Европско такмичење |
| -------- | ---------------- | ----------- | -------------------------------- | ------------------ |
| 2013/14. | Четвртфинале ПО  | Групна фаза | -                                |                    |
| 2014/15. | 13. место        | Групна фаза | Еврочеленџ - Топ 16              |                    |
| 2015/16. | Четвртфинале ПО  | -           | -                                |                    |
| 2016/17. | 14. место        | -           | ФИБА Лига шампиона - Групна фаза |                    |
| 2017/18. | 16. место        | -           | -                                |                    |

## Познатији играчи
- Кем Берч
- Миха Зупан
- Давид Јелинек
- Дамир Маркота